# John Calnan
John Calnan (Massachusetts, 26 février 1932 - Hudson, 27 décembre 2016) est un dessinateur américain de bande dessinée.

## Biographie
John Calnan suit des études à l'école des arts visuels de New-York. Un de ses professeurs est Jerry Robinson un des dessinateurs de Batman dans les années 1940. Après ses études il trouve du travail comme encreur et travaille surtout sur des Westerns tels que Lone Ranger. Il dessine ensuite des histoires pour Classics Illustrated avant de se tourner vers la publicité. En 1966, il recommence à travailler sur des comics. Il fait de nouveau des travaux pour des agences de publicité avant de proposer ses talents à DC Comics. DC lui propose de travailler sur ses séries, bien qu'il continue de produire des dessins de publicité. Chez DC il dessine ou encre des épisodes de Superman, Batman, Wonder Woman, Metamorpho, Teen Titans et des histoires de guerre, d'amour. Il cesse de travailler en 1996.
Il décède le 27 décembre 2016 à Hudson en Floride à l'âge de 84 ans.